# Дјечак и зец
„Дјечак и зец” је југословенски и хрватски ТВ филм из 1983. године. Режирао га је Жељко Билец а сценарио је написала Сунчана Скрињарић.

## Улоге
| Глумац         | Улога |
| -------------- | ----- |
| Горан Брајко   |       |
| Влатко Дулић   |       |
| Мира Фурлан    |       |
| Славица Јукић  |       |
| Никола Лубењак |       |